# サッカーソビエト連邦代表
サッカーソビエト社会主義共和国連邦代表（サッカーソビエトれんぽうだいひょう、サッカーソ連代表）（露: Сборная СССР по футболу）は、ソビエト社会主義共和国連邦サッカー連盟によって編成されたサッカーのナショナルチーム。現在はソビエト社会主義共和国連邦の崩壊により、チームが編成されていない。

## 概要

### 基本的なデータ
ソ連代表の最初の試合は1924年11月16日にモスクワで行われた対トルコ戦で、3-0でソ連代表が勝利している。
ただしこの前年の1923年9月16日にロシア・ソビエト連邦社会主義共和国代表がエストニアとタリン（エストニア）で試合を行っており、4-2でロシア・ソビエト連邦社会主義共和国代表が勝利している。
ソ連としての最後の試合は1991年11月13日に行われた、1992年欧州選手権・スウェーデン大会予選の試合で、キプロスのラルナカで行われたアウェーゲームで、キプロスを3-0で下している。同日、同組2位のイタリアとノルウェーの試合が1-1の引き分けで終わったため、ソ連は翌1992年の本大会への出場権を獲得した。
その後1991年12月25日をもってソビエト連邦が崩壊したため、欧州選手権本大会には独立国家共同体（CIS）代表として出場した。同じ1992年のバルセロナオリンピックに出場したU-21チームはEUN代表（Équipe Unifiée 旧ソビエト連邦代表チーム）として出場したが、日本語においてはCIS代表として言及される事が多い。
CIS代表の最後の試合は、1992年6月18日に行われたグループリーグ最終戦のスコットランド戦で0-3で敗北している。CIS代表の詳細はサッカーCIS代表を参照。

### ソビエト社会主義共和国連邦代表を継承するナショナルチーム
1991年12月25日のソ連崩壊により、ソ連代表は15のナショナルチームに分裂した。ただし、バルト三国のラトビア、リトアニア、エストニアはこれ以前にソ連からの独立を宣言しており、またCIS代表にも参加していない。地域的に欧州サッカー連盟（UEFA）に加盟したチームとアジアサッカー連盟（AFC）に加盟したチームに大別される。

#### 欧州サッカー連盟に加盟したナショナルチーム
- サッカーロシア代表
- サッカーウクライナ代表
- サッカーベラルーシ代表
- サッカーモルドバ代表
- サッカージョージア代表
- サッカーアルメニア代表
- サッカーアゼルバイジャン代表
- サッカーラトビア代表
- サッカーリトアニア代表
- サッカーエストニア代表

#### アジアサッカー連盟に加盟したナショナルチーム
- サッカーキルギス代表
- サッカータジキスタン代表
- サッカートルクメニスタン代表
- サッカーウズベキスタン代表
- サッカーカザフスタン代表 （2002年に欧州連盟へ移籍）

## 歴史

### 誕生

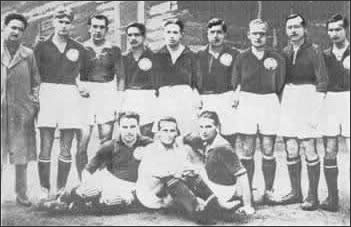
1924年のソビエト社会主義共和国連邦代表

帝政ロシアにおいてもサッカーのナショナルチームが編成されており、サッカーロシア帝国代表が1912年から1914年にかけて活動していた。1914年以降は第一次世界大戦、ロシア革命、内戦による極度の混乱から長らくナショナルチームは結成されなかった。
旧ロシア帝国の領域からナショナルチームが輩出されるのは1923年になってからでロシア・ソビエト連邦社会主義共和国が結成されるまで待たなくてはならなかった。
翌1924年には初めてソビエト連邦代表が結成される。

### 黄金期
第二次世界大戦後の1950年代から1960年代にかけてがソビエト社会主義共和国連邦代表の黄金期であった。
第一にはオリンピックでの活躍が挙げられる。第二次世界大戦以降のオリンピックでのサッカー競技は、ステート・アマを採用した東側諸国の台頭が著しかったが、ソ連もその例に漏れなかった。1956年のメルボルンで金メダル、1972年のミュンヘン、1976年のモントリオール、1980年のモスクワでは銅メダルを獲得した。1988年のソウルはプロ解禁が行われた後であったが、金メダルを獲得しソ連代表の有終の美を飾った。
ワールドカップでは、オリンピックほどの目立った活躍はないものの、1966 FIFAワールドカップではベスト4に進出するなど、しばしば上位に進出する強豪の一角として知られていた。またソ連代表の伝説的な選手であり、史上最高のゴールキーパーとされるレフ・ヤシンは世界年間最優秀ゴールキーパーに与えられる賞であるヤシン・トロフィーにその名を残しており往時の強さを偲ばせている。
欧州選手権での活躍も目覚ましく、1960年の第1回大会で優勝。その後も1964年、1972年、1988年で準優勝になっている。1988年の準優勝は同年のオリンピック金メダルと並んで、ソ連代表の有終の美を飾った。

### 崩壊
1980年代後半の東欧革命は、ソ連にも連邦制の不安定化として跳ね返ってきた。1990年にはバルト三国で独立運動が起こり、翌1991年の8月クーデターで、ソ連の崩壊は決定的になった。この時点でサッカーソ連代表は翌1992年の欧州選手権に向けて予選を戦っていたが、本戦の出場が確定した後の1991年12月25日にソビエト連邦が崩壊した。
このため、旧ソ連はCIS代表として本戦に出場する事になった。ただしソ連崩壊以前に独立していたバルト三国はこれに含まれていない。選手に関してはナショナルチームを選択する自由が与えられ、相当の猶予期間が設定されたため、この間に別のナショナルチームで活躍する選手もいた。

## 成績

### FIFAワールドカップ
| 開催国 / 年 | 成績               | 試       | 勝       | 分       | 負       | 得       | 失       |
| ----------- | ------------------ | -------- | -------- | -------- | -------- | -------- | -------- |
| 1930        | 不参加             | 不参加   | 不参加   | 不参加   | 不参加   | 不参加   | 不参加   |
| 1934        | 不参加             | 不参加   | 不参加   | 不参加   | 不参加   | 不参加   | 不参加   |
| 1938        | 不参加             | 不参加   | 不参加   | 不参加   | 不参加   | 不参加   | 不参加   |
| 1950        | 不参加             | 不参加   | 不参加   | 不参加   | 不参加   | 不参加   | 不参加   |
| 1954        | 不参加             | 不参加   | 不参加   | 不参加   | 不参加   | 不参加   | 不参加   |
| 1958        | ベスト8            | 5        | 2        | 1        | 2        | 5        | 6        |
| 1962        | ベスト8            | 4        | 2        | 1        | 1        | 9        | 7        |
| 1966        | 4位                | 6        | 4        | 0        | 2        | 10       | 6        |
| 1970        | ベスト8            | 4        | 2        | 1        | 1        | 6        | 2        |
| 1974        | 不参加             | 不参加   | 不参加   | 不参加   | 不参加   | 不参加   | 不参加   |
| 1978        | 予選敗退           | 予選敗退 | 予選敗退 | 予選敗退 | 予選敗退 | 予選敗退 | 予選敗退 |
| 1982        | 2次リーグ敗退      | 5        | 2        | 2        | 1        | 7        | 4        |
| 1986        | ベスト16           | 4        | 2        | 1        | 1        | 12       | 5        |
| 1990        | グループリーグ敗退 | 3        | 1        | 0        | 2        | 2        | 4        |
| 合計        | 出場7回            | 31       | 15       | 6        | 10       | 51       | 34       |

### UEFA欧州選手権
| 開催国 / 年 | 成績               | 試       | 勝       | 分       | 負       | 得       | 失       |
| ----------- | ------------------ | -------- | -------- | -------- | -------- | -------- | -------- |
| 1960        | 優勝               | 2        | 2        | 0        | 0        | 5        | 1        |
| 1964        | 準優勝             | 2        | 1        | 0        | 1        | 4        | 2        |
| 1968        | 4位                | 2        | 0        | 1        | 1        | 0        | 2        |
| 1972        | 準優勝             | 2        | 1        | 0        | 1        | 4        | 3        |
| 1976        | 予選敗退           | 予選敗退 | 予選敗退 | 予選敗退 | 予選敗退 | 予選敗退 | 予選敗退 |
| 1980        | 予選敗退           | 予選敗退 | 予選敗退 | 予選敗退 | 予選敗退 | 予選敗退 | 予選敗退 |
| 1984        | 予選敗退           | 予選敗退 | 予選敗退 | 予選敗退 | 予選敗退 | 予選敗退 | 予選敗退 |
| 1988        | 準優勝             | 5        | 3        | 1        | 1        | 7        | 4        |
| 1992※       | グループリーグ敗退 | 3        | 0        | 2        | 1        | 1        | 4        |
| 合計        | 出場7回/優勝1回    | 16       | 7        | 4        | 5        | 18       | 16       |

※予選はソビエト連邦代表として出場したものの、本大会には「独立国家共同体（CIS）代表」として出場

## 選手
| - レフ・ヤシン - ウラジーミル・アスタポフスキー - リナト・ダサエフ - ドミトリー・ハーリン - スタニスラフ・チェルチェソフ | - アリベルト・シェステルニョフ - ムルタズ・フルツィラワ (en) - ウラジーミル・ベスソノフ - アレクサンドル・チヴァーゼ (en) - オレグ・ロマンツェフ - アナトリー・デミアネンコ (en) - セルゲイ・ゴルルコヴィチ - アフリク・ツベイバ - ドミトリー・クズネツォフ | - イーゴリ・ネット - ヴァレリー・ヴォロニン - ヴィクトル・コロトフ (en) - ゲンナジー・リトフチェンコ (en) - フョードル・チェレンコフ - アンドレイ・バル (en) - セルゲイ・アレイニコフ - アレクサンドル・ザバロフ (en) - アレクセイ・ミハイリチェンコ - アンドレイ・カンチェルスキス - アレクサンドル・ボロデュク - イーゴリ・シャリモフ - アレクサンドル・モストヴォイ | - アナトリ・イーリン (en) - ニキータ・シモニャン (en) - ワレンチン・イワノフ - エドゥアルド・ストレリツォフ - スラーヴァ・メトレヴェリ - イーゴリ・テスレンコ (en) - ヴァレリー・ロバノフスキー - ヴィクトル・ポネデルニク (en) - アナトリー・バニシェフスキー - アナトリー・ブイショヴェツ - ヴィクトル・ポネデルニク - オレグ・ブロヒン - ウラジーミル・フョードロフ - ヴァレリー・ガザエフ - イーゴリ・ベラノフ - イーゴリ・ドブロヴォリスキー - オレグ・プロタソフ |

### キャップ
| 位 | 名前                         | キャップ数 | 期間      |
| -- | ---------------------------- | ---------- | --------- |
| 1  | オレグ・ブロヒン             | 112        | 1972-1988 |
| 2  | リナト・ダサエフ             | 91         | 1979-1990 |
| 3  | アリベルト・シェステルニョフ | 90         | 1961-1971 |
| 4  | アナトリー・デミヤネンコ     | 80         | 1981-1989 |
| 5  | ウラジーミル・ベスソノフ     | 79         | 1977-1990 |
| 6  | セルゲイ・アレイニコフ       | 77         | 1984-1991 |
| 7  | レフ・ヤシン                 | 74         | 1954-1967 |
| 8  | ムルタズ・フルツィラワ       | 69         | 1965-1973 |
| 9  | オレグ・プロタソフ           | 68         | 1984-1992 |
| 10 | ヴァレリー・ヴォロニン       | 66         | 1960-1968 |

### 得点
| 位 | 名前                         | 得点数 | 期間      |
| -- | ---------------------------- | ------ | --------- |
| 1  | オレグ・ブロヒン             | 42     | 1972-1988 |
| 2  | オレグ・プロタソフ           | 29     | 1984-1992 |
| 3  | ワレンチン・イワノフ         | 26     | 1955-1965 |
| 4  | エドゥアルド・ストレリツォフ | 25     | 1955-1968 |
| 5  | ヴィクトル・コロトフ         | 22     | 1970-1978 |
| 6  | イーゴリ・チスレンコ         | 20     | 1959-1968 |
| 6  | ヴィクトル・ポネデルニク     | 20     | 1960-1966 |
| 8  | アナトリー・バニシェフスキー | 19     | 1965-1972 |
| 9  | アナトリ・イーリン           | 16     | 1952-1959 |
| 10 | アナトリー・ブイショヴェツ   | 15     | 1966-1972 |
| 10 | ゲンナジー・リトフチェンコ   | 15     | 1984-1990 |